# Pavonitinoidea
Pavonitinoidea, tradicionalmente denominada Pavonitinacea, es una superfamilia de foraminíferos del suborden Textulariina, del suborden Spiroplectamminina y del orden Lituolida. Su rango cronoestratigráfico abarca desde el Senoniense (Cretácico superior) hasta el Plioceno.

## Discusión
Clasificaciones previas incluían Pavonitinoidea en el suborden Textulariina del orden Textulariida, o en el orden Lituolida sin diferenciar el suborden Spiroplectamminina.

## Clasificación
Pavonitinoidea incluye a las siguientes familias:
- Familia Marieitidae
- Familia Pavonitinidae